# Curt Kosswig
Carl Ferdinand Curt Kosswig, auch Curt Koßwig geschrieben (* 30. Oktober 1903 in Berlin; † 29. März 1982 in Hamburg), war ein deutscher Zoologe und Genetiker. Nach seiner Flucht vor dem Nationalsozialismus war er im Exil von 1937 bis 1955 Professor für Zoologie an der Universität Istanbul und von 1955 bis 1969 an der Universität Hamburg. Curt Kosswig gilt als Vater der türkischen Universitäts-Zoologie und ist Entdecker bzw. Gründer des westtürkischen Vogelparadieses am See von Manyas. Sein wissenschaftlicher Schwerpunkt war die Zoologie der Amphibien.

## Leben
Curt Kosswig besuchte die Technische Hochschule in Braunschweig, studierte danach und habilitierte sich 1930 in Münster bei dem Zoologen Leopold von Ubisch, der 1935 von den Nationalsozialisten seines Amtes enthoben wurde und nach Norwegen emigrierte. Kosswig, der 1933 in Braunschweig seine Ernennung zum außerordentlichen Professor für Genetik entgegennahm, weigerte sich, die Stelle Ubischs zeitweise zu übernehmen. Er war ab März 1933 der erste Professor am Zoologischen Institut der TU Braunschweig. Gleichzeitig leitete er auch das Naturhistorische Museum.
„Kosswig wurde parteilos zum 1.4.33 in Braunschweig berufen, trat im November in die SS ein, wurde Schulungsleiter des von Darré geleiteten Rasse- und Siedlungsamtes, trat im August 1936 aus der SS aus.“
„Er war nicht nur für die Lehrerausbildung zuständig, sondern sollte Rassenkunde und Gesellschaftsbiologie auch für andere Studierende sowie für Parteimitglieder und die interessierte Bevölkerung lehren. Koßwig nutzte 1937 die Möglichkeit, in die Türkei zu emigrieren, wo er in Istanbul der Begründer einer eigenständigen türkischen zoologischen Forschung wurde.“ An die Universität Istanbul berufen war er dort als ordentlicher Professor und Direktor des Instituts für Zoologie und Hydrobiologie tätig und arbeitete auch intensiv mit Ärzten zusammen. Hier gehörte die  Ichtyologin und spätere Hochschullehrerin Fahire Battalgil zu seinen Doktoranden. Mit dem ebenfalls aus Deutschland gekommenen Zahnmediziner Kantorowicz hatte er zum Teil den gleichen täglichen Weg von Bebek zur Galata-Brücke, teilte mit diesem allerdings nicht dessen Streit- und Diskussionsleidenschaft. Befreundet waren Kosswig und Kantorowicz auch mit Alfred Heilbronn, der später die türkische Staatsbürgerschaft annahm.
Im Jahre 1955 wurde Kosswig als Professor an die Universität Hamburg berufen. Diesem Ruf folgte er und war als ordentlich-öffentlicher Professor bis zu seiner Emeritierung 1969 Direktor des staatlichen Zoologischen Instituts und des Zoologischen Museums der Universität Hamburg. 1957/1958 war er Präsident der Deutschen Zoologischen Gesellschaft.
Curt Kosswig starb am 29. März 1982 in Hamburg und wurde seinem letzten Willen entsprechend in der Türkei, seiner zweiten Heimat, deren Landessprache er wie kein anderer seiner emigrierten Kollegen beherrschte, auf einem Friedhof "Aşiyan-Rumeli Hisarı" in Istanbul beigesetzt.
Kosswig wurde während seiner Zeit als Student Mitglied der Landsmannschaft Marchia Berlin (heute: Landsmannschaft Marchia Berlin zu Osnabrück).

## Wissenschaftliches Werk
Curt Kosswig war ein bedeutender Zoologe und Genetiker. Seine wichtigsten wissenschaftlichen Publikationen  lagen im Bereich Geschlechtsbestimmung, Krebsentstehung, konstruktive und regressive Evolution, Genetik der Haustiere,  Zoogeographie und Systematik.

## Ehrungen
- Ehrendoktorwürde der Universität Istanbul[10]
- 1968 Ehrendoktor der Mathematisch-Naturwissenschaftlichen Fakultät der Universität des Saarlandes[11]
- 1970 Ehrendoktorwürde der Universität Gießen
- Aus Anlass der 100. Wiederkehr des Geburtstages von Curt Kosswig im Oktober 2003 veranstalteten die Fakultäten für Naturwissenschaften und für Fischerei-Wissenschaft der Universität Istanbul sowie das Zoologische Institut und Zoologische Museum der Universität Hamburg ein gemeinsames Gedenksymposium zu Ehren des Verstorbenen.[12]

## Veröffentlichungen (Auswahl)
- 1937 Yılından bugüne kadar türkiye'deki hatıralarımdan bazılari. In: 2. Türk-Alman tıbbi ilişkileri sipozyumu, İstanbul 20.–25 September 1982. Istanbul 1981, S. 19–28.